# Hydriomena albimonata
Hydriomena albimonata är en fjärilsart som beskrevs av Mcdunnough 1939. Hydriomena albimonata ingår i släktet Hydriomena och familjen mätare. Inga underarter finns listade i Catalogue of Life.